# The Manila Times
The Manila Times – filipiński dziennik wydawany w języku angielskim. Został założony w 1898 roku.